# Кривець (Курська область)
Кривець (рос. Кривец) — село в Мантуровському районі Курської області Російської Федерації.
Населення становить 644 особи. Входить до складу муніципального утворення Сеймська сільрада.

## Історія
Населений пункт розташований на території українського етнічного та культурного краю Східна Слобожанщина.
Від 2004 року входить до складу муніципального утворення Сеймська сільрада.

## Населення
| 2002 | 2010 |
| ---- | ---- |
| 647  | ↘644 |